# 子雲亭道教造像
玉女泉道教造像位於四川省綿陽專區綿陽縣西山，文物遺址年代判定為唐。1956年8月16日公佈為四川省第一批歷史及革命文物保護單位。在子雲亭者有90余軀。1980年7月7日重新公佈為四川省第一批文物保護單位。